# Грб Требиња
Грб Требиња је званични грб српског града Требиња, усвојен 23. августа 2005. године.
Грб добрим дијелом садржи скоро све елементе савремене европске хералдике.

## Опис грба
Симбол града Требиња је грб чији је централни дио штит троугластог облика, а изнад њега је круна која означава ранг града. Држачи штита (супортери) су фигуре лавова симбола моћи, свјетлости и ријечи. Испод штита је орнамент гранчице винове лозе која је карактеристична за ово подручје, а испод њега лента са натписом Требиње. Централни дио штита је крст, а основни симбол штита кула као симбол будности и уздизања. Плава боја на грбу симболизује ријеку, а у горњем лијевом и десном углу штита налазе се двије фигуре птица пренесене са изворног рељефа нађеног на подручју Требиња.